# 2024年アブダビグランプリ
2024年アブダビグランプリ（英: 2024 Abu Dhabi Grand Prix、正式名称: Formula 1 Etihad Airways Abu Dhabi Grand Prix 2024）は、2024年のF1世界選手権第24戦（最終戦）として、2024年12月8日にヤス・マリーナ・サーキットで開催された。

## 背景
タイヤ
ピレリが持ち込んだドライ用タイヤのコンパウンドはハード（白）：C3、ミディアム（黄）：C4、ソフト（赤）：C5のソフト寄りの組み合わせ。
| ドライ用   | ドライ用       | ドライ用   | ウェット用           | ウェット用   |
| C3         | C4             | C5         | インターミディエイト | フルウェット |
| ---------- | -------------- | ---------- | -------------------- | ------------ |
| （ハード） | （ミディアム） | （ソフト） | （小雨用）           | （大雨用）   |
DRS：2箇所
※（　）内は検知ポイント
- DRS1：ターン5の260m先から（ターン5の250m手前）
- DRS2：ターン7の165m先から（ターン7の50m先）

コンストラクターズタイトルの行方
最終戦のため、コンストラクターズタイトルが決定する。
前戦カタールGP終了時点でランキング首位のマクラーレンが640点、同2位のフェラーリが619点を獲得しており、21点の差が付いている。本GPはスプリントがない通常のレースフォーマットで行われるため、獲得できる最大ポイントは優勝（25点）+2位（18点）+ファステストラップ（以下FL、1点）の44点となる。本GPにおいてマクラーレンが24点以上獲得（オスカー・ピアストリとランド・ノリスのいずれかが優勝）すれば無条件でタイトル決定、24点未満の場合はフェラーリの結果次第で1998年以来26年ぶり9回目のコンストラクターズタイトルが決定する。なお、同点となった場合は決勝レースにおいて上位でフィニッシュした回数が多い順で決まるが、カタールGP終了時点での優勝回数はマクラーレン、フェラーリともに5回で並び、2位はマクラーレンが10回、フェラーリが4回とマクラーレンが優位に立っている。
最終レース
- 来季からフェラーリへ移籍するルイス・ハミルトンは、本GPが2013年から12年間所属したメルセデスでの最後のレースとなり、2007年のF1デビューから使用し続けてきたメルセデスエンジン（パワーユニット）でのレースも本GPが最後となる。
- ケビン・マグヌッセンは来季からBMWのLMDhプログラムにおいてスポーツカーレース（FIA 世界耐久選手権およびIMSA スポーツカー選手権）にフル参戦するため、F1における最終レースとなる。
- 本GPをもってキック・ザウバーを去るバルテリ・ボッタスと周冠宇、シーズン途中からウィリアムズのレギュラードライバーとなったフランコ・コラピントは来季のレギュラーシートを確保しておらず、ひとまずは本GPが最後のレースとなる。

## エントリー
レギュラードライバー
- アルピーヌ：本GPを前にエステバン・オコンがチームを離脱し、リザーブドライバーのジャック・ドゥーハンを起用する。既に同チームと来季からのレギュラードライバー契約を結んでいたドゥーハンはこれがF1デビュー戦となる。

フリープラクティスドライバー
F1を目指すルーキードライバーを年2回（マシン1台につき年1回）FP1に参加させる義務付けに基づき、以下の6チームがFP1に参加するドライバーを起用する。
- レッドブル：レッドブル・ジュニアチームに所属し、本年はFIA F2選手権に参戦中でレッドブル及びRBのリザーブドライバーを務めるアイザック・ハジャーが、マックス・フェルスタッペンに代わってFP1に参加する。
- フェラーリ：同チームの開発ドライバーを務め、本年はヨーロピアン・ル・マン・シリーズに参戦したアーサー・ルクレールが、カルロス・サインツに代わってFP1に参加する。ルクレールは初のFP1参加であり、FP1のみではあるが兄のシャルル・ルクレールとともに同一チームで兄弟揃って参加するのは史上初となる。
- マクラーレン：同チームのリザーブドライバーを務め、本年はトヨタ・ガズー・レーシング（以下、TGR）からFIA 世界耐久選手権（WEC）に参戦した平川亮が、オスカー・ピアストリに代わってFP1に参加する。平川はこれが初のFP1参加であり、マクラーレンから日本人ドライバーがFP1に参加するのは平川が初となる。平川はTGRと協力関係を結んだハースから前述したオコンとともに本GP終了後のテストに参加する。
- アストンマーティン：同チームのリザーブドライバーを務め、本年はヨーロピアン・ル・マン・シリーズに参戦したフェリペ・ドルゴヴィッチが、ランス・ストロールに代わってFP1に参加する。
- ウィリアムズ：ウィリアムズ・ドライバー・アカデミーに所属し、FIA F3選手権に参戦したルーク・ブラウニングが、アレクサンダー・アルボンに代わってFP1に参加する。なお、ブラウニングはFP1初参加となる。
- RB：レッドブル・ジュニアチームに所属し、本年はTEAM MUGENからスーパーフォーミュラに参戦した岩佐歩夢が、角田裕毅に代わってFP1に参加する。岩佐のFP1参加は第4戦日本GP以来2回目となる。

## フリー走行

### FP1
2024年12月6日 13:30 GST (UTC+4)
（特記のない出典：）
- 気温：28 °C (82 °F) 路面温度：42 °C (108 °F) 天候：晴 路面状況：ドライ

フェラーリはセッション開始を前にシャルル・ルクレール車のエナジーストアを3基目に交換したため10グリッド降格が決定し、コンストラクターズタイトル逆転を狙うフェラーリにとっては大きな痛手となってしまった。なお、トップタイムはルクレールが記録した。
シャルルの弟のアーサー・ルクレールや日本人2人を含む6人のフリープラクティスドライバーが参加した。ルクレール兄弟は同じチーム（フェラーリ）からF1史上初めて同じセッションを走った兄弟となった。マクラーレンの平川亮が14番手、RBの岩佐歩夢が17番手、アーサーは18番手で走行を終えた。

### FP2
2024年12月6日 17:00 GST (UTC+4)
（特記のない出典：）
- 気温：27 °C (81 °F) 路面温度：33 °C (91 °F) 天候：晴（→夜間） 路面状況：ドライ

コンストラクターズタイトル争いで優位に立つマクラーレンのランド・ノリスがトップタイム、オスカー・ピアストリが2番手と1-2で初日を終えた。

### FP3
2024年12月7日 14:30 GST (UTC+4)
（特記のない出典：）
- 気温：28 °C (82 °F) 路面温度：39 °C (102 °F) 天候：晴 路面状況：ドライ[24]

ピアストリがトップタイムを記録し、FP2に続きマクラーレンが1-2となったが、ピアストリから最下位タイムのフランコ・コラピントまでの差は1秒に満たない大混戦の様相を呈している。

### フリー走行の結果
| 順位  | ドライバー   | コンストラクター | タイム   |
| ----- | ------------ | ---------------- | -------- |
| 1     | C.ルクレール | フェラーリ       | 1:24.321 |
| 2     | L.ノリス     | マクラーレン     | 1:24.542 |
| 3     | L.ハミルトン | メルセデス       | 1:24.806 |
| 4     | G.ラッセル   | メルセデス       | 1:25.165 |
| 5     | P.ガスリー   | アルピーヌ       | 1:25.333 |
| 出典: |              |                  |          |

| 順位  | ドライバー         | コンストラクター | タイム   |
| ----- | ------------------ | ---------------- | -------- |
| 1     | L.ノリス           | マクラーレン     | 1:23.517 |
| 2     | O.ピアストリ       | マクラーレン     | 1:23.751 |
| 3     | N.ヒュルケンベルグ | ハース           | 1:23.979 |
| 4     | C.サインツ         | フェラーリ       | 1:24.099 |
| 5     | L.ハミルトン       | メルセデス       | 1:24.119 |
| 出典: |                    |                  |          |

| FP3 \| 順位 \| ドライバー \| コンストラクター \| タイム \| \| ---------- \| ------------------ \| ---------------- \| -------- \| \| 1 \| O.ピアストリ \| マクラーレン \| 1:23.433 \| \| 2 \| L.ノリス \| マクラーレン \| 1:23.626 \| \| 3 \| L.ハミルトン \| メルセデス \| 1:23.823 \| \| 4 \| M.フェルスタッペン \| レッドブル \| 1:23.844 \| \| 5 \| C.サインツ \| フェラーリ \| 1:23.871 \| \| 出典: [27] \| \| \| \| | - 注: いずれもトップ5まで掲載。 |                  |          |
| 順位 | ドライバー                      | コンストラクター | タイム   |
| 1 | O.ピアストリ                    | マクラーレン     | 1:23.433 |
| 2 | L.ノリス                        | マクラーレン     | 1:23.626 |
| 3 | L.ハミルトン                    | メルセデス       | 1:23.823 |
| 4 | M.フェルスタッペン              | レッドブル       | 1:23.844 |
| 5 | C.サインツ                      | フェラーリ       | 1:23.871 |
| 出典: |                                 |                  |          |

## 予選
2024年12月7日 18:00 GST (UTC+4)
（特記のない出典：）
- 気温：26 °C (79 °F) 路面温度：30 °C (86 °F) 天候：（夜間） 路面状況：ドライ

ランド・ノリスが今季8回目のポールポジションを獲得した。オスカー・ピアストリが2番手に続き、26年ぶりのコンストラクターズタイトルに王手をかけているマクラーレンがフロントローを独占した。一方、マクラーレンとタイトルを争うフェラーリはカルロス・サインツが3番手に付けるも、シャルル・ルクレールはQ2で1分22秒980のトップタイムがトラックリミット違反により取り消されて14番手に沈み、さらにFP1でES（エナジーストア）を交換したことにより10グリッド降格ペナルティを受けるため、マクラーレン勢はフェラーリ勢に対して圧倒的に有利な状況で決勝を迎えることとなった。
同じくランキング6位を争うハースのニコ・ヒュルケンベルグが4番手を獲得したが、ピット出口のトンネル区間で他車2台を追い越したため、3グリッド降格ペナルティを受けて7番手スタートに下がり、アルピーヌのピエール・ガスリーが5番手スタートに繰り上がった。RBの角田裕毅はセルジオ・ペレスに0.040秒及ばず11番手、チームメイトのリアム・ローソンも角田に続く12番手で、ともにQ2で敗退した。
メルセデスで走る最後のレースとなるルイス・ハミルトンは、ターン14でケビン・マグヌッセンが弾き飛ばしたボラードがハミルトンのフロアに潜り込んでしまう不運によりタイムを更新できず、18番手に沈んだ。

### 予選結果
| 順位                | No. | ドライバー                 | コンストラクター                        | Q1       | Q2       | Q3       | Grid |
| ------------------- | --- | -------------------------- | --------------------------------------- | -------- | -------- | -------- | ---- |
| 1                   | 4   | ランド・ノリス             | マクラーレン-メルセデス                 | 1:23.682 | 1:23.098 | 1:22.595 | 1    |
| 2                   | 81  | オスカー・ピアストリ       | マクラーレン-メルセデス                 | 1:23.640 | 1:23.199 | 1:22.804 | 2    |
| 3                   | 55  | カルロス・サインツ         | フェラーリ                              | 1:23.487 | 1:22.985 | 1:22.824 | 3    |
| 4                   | 27  | ニコ・ヒュルケンベルグ     | ハース-フェラーリ                       | 1:23.722 | 1:23.040 | 1:22.886 | 7 1  |
| 5                   | 1   | マックス・フェルスタッペン | レッドブル-ホンダ・RBPT                 | 1:23.516 | 1:22.998 | 1:22.945 | 4    |
| 6                   | 10  | ピエール・ガスリー         | アルピーヌ-ルノー                       | 1:23.548 | 1:23.086 | 1:22.984 | 5    |
| 7                   | 63  | ジョージ・ラッセル         | メルセデス                              | 1:23.678 | 1:23.283 | 1:23.132 | 6    |
| 8                   | 14  | フェルナンド・アロンソ     | アストンマーティン・アラムコ-メルセデス | 1:23.794 | 1:23.268 | 1:23.196 | 8    |
| 9                   | 77  | バルテリ・ボッタス         | キック・ザウバー-フェラーリ             | 1:23.481 | 1:23.341 | 1:23.204 | 9    |
| 10                  | 11  | セルジオ・ペレス           | レッドブル-ホンダ・RBPT                 | 1:23.559 | 1:23.379 | 1:23.264 | 10   |
| 11                  | 22  | 角田裕毅                   | RB-ホンダ・RBPT                         | 1:23.735 | 1:23.419 | n/a      | 11   |
| 12                  | 30  | リアム・ローソン           | RB-ホンダ・RBPT                         | 1:23.733 | 1:23.472 | n/a      | 12   |
| 13                  | 18  | ランス・ストロール         | アストンマーティン・アラムコ-メルセデス | 1:23.729 | 1:23.784 | n/a      | 13   |
| 14                  | 16  | シャルル・ルクレール       | フェラーリ                              | 1:23.302 | 1:23.833 | n/a      | 19 2 |
| 15                  | 20  | ケビン・マグヌッセン       | ハース-フェラーリ                       | 1:23.632 | 1:23.877 | n/a      | 14   |
| 16                  | 23  | アレクサンダー・アルボン   | ウィリアムズ-メルセデス                 | 1:23.821 | n/a      | n/a      | 18 3 |
| 17                  | 24  | 周冠宇                     | キック・ザウバー-フェラーリ             | 1:23.880 | n/a      | n/a      | 15   |
| 18                  | 44  | ルイス・ハミルトン         | メルセデス                              | 1:23.887 | n/a      | n/a      | 16   |
| 19                  | 43  | フランコ・コラピント       | ウィリアムズ-メルセデス                 | 1:23.912 | n/a      | n/a      | 20 4 |
| 20                  | 61  | ジャック・ドゥーハン       | アルピーヌ-ルノー                       | 1:24.105 | n/a      | n/a      | 17   |
| 107% time: 1:29.133 |     |                            |                                         |          |          |          |      |
| 出典:               |     |                            |                                         |          |          |          |      |

追記
- ^1 - ヒュルケンベルグはQ1において、ピット出口のトンネル区間で2台を追い越したため3グリッド降格[29][32]
- ^2 - ルクレールはFP1で年間最大使用数を超えるパワーユニットのエレメント（3基目のES（エナジーストア））[注 4]に交換したため10グリッド降格[21][33]
- ^3 - アルボンはFP1で年間最大使用数を超えるギアボックスのエレメント（6基目のGBX C & C（ギアボックス・ケース及びカセット） / GBX DL（駆動部品、ギアチェンジ、補助部品））[注 5]に交換したため5グリッド降格[35]
- ^4 - コラピントはFP1で年間最大使用数を超えるギアボックスのエレメント（7基目のGBX C & C / GBX DL）[注 5]に交換したため5グリッド降格[36]

## 決勝
2024年12月8日 17:00 GST (UTC+4)
（特記のない出典：）
- 気温：27 °C (81 °F) 路面温度：33 °C (91 °F) 天候：晴（→夜間） 路面状況：ドライ

ポールポジションからスタートしたランド・ノリスが1度も首位の座を明け渡さずポール・トゥ・ウィンで今季4勝目を挙げ、マクラーレンが1998年以来26年ぶり9回目のコンストラクターズタイトルを獲得した。チームメイトのオスカー・ピアストリはスタート直後にマックス・フェルスタッペンと接触して優勝争いから脱落するも10位まで順位を戻した。フェラーリ勢はカルロス・サインツと19番手から追い上げたシャルル・ルクレールが2位と3位でフィニッシュし両者が表彰台に立つも、ノリスの優勝により逆転でのタイトル獲得を逃した。
メルセデスでの最後のレースとなったルイス・ハミルトンはQ1での不運により16番手からのスタートとなったが、他車がミディアムタイヤでスタートする中、唯一ハードタイヤでスタート。1ストップ作戦を敢行して順位を大きく押し上げ、最終ラップでチームメイトのジョージ・ラッセルを抜いて4位でフィニッシュした。12年間在籍したメルセデスに別れを告げるハミルトンは、フィニッシュ後に惜別のドーナツターンを披露した。
アルピーヌ、ハース、RBによるコンストラクターズ6位争いは、アルピーヌのピエール・ガスリーがハースのニコ・ヒュルケンベルグを抑えて7位でフィニッシュしたことにより、アルピーヌが6位を確保した。RBの角田裕毅はスタートでアンチストール状態になって最後尾まで順位を落とし、その後もクラッチの不具合やペース不足により入賞圏内に届かず12位でフィニッシュし、チームメイトのリアム・ローソンは最初のピットストップで左フロントタイヤを完全に装着できていない状態でピットアウトしてしまったため、改めてピットストップが必要になったのち、ペナルティも科せられてしまった。さらに残り3周でブレーキにトラブルが発生し、チェッカーフラッグを受ける前にマシンを降りてリタイアとなった（17位完走扱い）。

### レース結果
| 順位  | No. | ドライバー                   | コンストラクター                        | 周回数 | タイム/リタイア原因 | Grid | Pts. |
| ----- | --- | ---------------------------- | --------------------------------------- | ------ | ------------------- | ---- | ---- |
| 1     | 4   | ランド・ノリス               | マクラーレン-メルセデス                 | 58     | 1:26:33.291         | 1    | 25   |
| 2     | 55  | カルロス・サインツ           | フェラーリ                              | 58     | +5.832              | 3    | 18   |
| 3     | 16  | シャルル・ルクレール         | フェラーリ                              | 58     | +31.928             | 19   | 15   |
| 4     | 44  | ルイス・ハミルトン           | メルセデス                              | 58     | +36.483             | 16   | 12   |
| 5     | 63  | ジョージ・ラッセル           | メルセデス                              | 58     | +37.538             | 6    | 10   |
| 6     | 1   | マックス・フェルスタッペン 1 | レッドブル-ホンダ・RBPT                 | 58     | +49.847             | 4    | 8    |
| 7     | 10  | ピエール・ガスリー           | アルピーヌ-ルノー                       | 58     | +1:12.560           | 5    | 6    |
| 8     | 27  | ニコ・ヒュルケンベルグ       | ハース-フェラーリ                       | 58     | +1:15.554           | 7    | 4    |
| 9     | 14  | フェルナンド・アロンソ       | アストンマーティン・アラムコ-メルセデス | 58     | +1:22.373           | 8    | 2    |
| 10    | 81  | オスカー・ピアストリ 2       | マクラーレン-メルセデス                 | 58     | +1:23.821           | 2    | 1    |
| 11    | 23  | アレクサンダー・アルボン     | ウィリアムズ-メルセデス                 | 57     | +1 Lap              | 18   |      |
| 12    | 22  | 角田裕毅                     | RB-ホンダ・RBPT                         | 57     | +1 Lap              | 11   |      |
| 13    | 24  | 周冠宇 3                     | キック・ザウバー-フェラーリ             | 57     | +1 Lap              | 15   |      |
| 14    | 18  | ランス・ストロール           | アストンマーティン・アラムコ-メルセデス | 57     | +1 Lap 4            | 13   |      |
| 15    | 61  | ジャック・ドゥーハン         | アルピーヌ-ルノー                       | 57     | +1 Lap              | 17   |      |
| 16    | 20  | ケビン・マグヌッセン         | ハース-フェラーリ                       | 57     | +1 Lap              | 14   |      |
| 17†   | 30  | リアム・ローソン 5           | RB-ホンダ・RBPT                         | 55     | ブレーキ            | 12   |      |
| Ret   | 77  | バルテリ・ボッタス 6         | キック・ザウバー-フェラーリ             | 32     | 接触                | 9    |      |
| Ret   | 43  | フランコ・コラピント         | ウィリアムズ-メルセデス                 | 26     | パワーユニット      | 20   |      |
| Ret   | 11  | セルジオ・ペレス             | レッドブル-ホンダ・RBPT                 | 0      | 接触                | 10   |      |
| 出典: |     |                              |                                         |        |                     |      |      |

追記
- ^† - リタイアだが、90%以上の距離を走行したため規定により完走扱い
- ^1 - フェルスタッペンはターン1でピアストリと接触した件の責任を問われ、10秒のタイムペナルティ（ピットインで消化）とペナルティポイント2点（累積8点）が科せられた[45]
- ^2 - ピアストリはターン6でコラピントとと接触した件の責任を問われ、10秒のタイムペナルティ（ピットインで消化）とペナルティポイント2点（累積4点）が科せられた[46]
- ^3 - 周は不正スタートのため、5秒のタイムペナルティ（ピットインで消化）が科せられた[47]
- ^4 - ストロールはトラックリミット違反を4回犯したため、5秒のタイムペナルティ（ペナルティ未消化のため、レースタイムに5秒加算）が科せられた[48]
- ^5 - ローソンはアンセーフリリースのため、10秒のストップ&ゴーペナルティ（ピットインで消化）が科せられた[49]
- ^6 - ボッタスは2件のペナルティが科せられた[50]
  - ターン6でペレスと接触した件の責任を問われ、10秒のタイムペナルティ（ピットインで消化）とペナルティポイント2点（累積2点）[51]
  - ターン6でマグヌッセンと接触した件の責任を問われたが、その接触によりリタイアとなったため次回出走時[注 6]に5グリッド降格ペナルティとペナルティポイント3点（累積5点）[52]

勝者ランド・ノリスの平均速度
- 212.246 km/h (131.884 mph)

ファステストラップ
- ケビン・マグヌッセン - 1:25.637（57周目）
  - 入賞圏外（16位）でフィニッシュしたため、ポイントは与えられなかった

ラップリーダー
太字は最多ラップリーダー
- ランド・ノリス - 58周 (1-58)

## 達成された主な記録
（特記のない出典：）
ドライバー
- 初参戦 / 初出走 / 初完走: ジャック・ドゥーハン[56][注 7]

コンストラクター
- コンストラクターズチャンピオン: マクラーレン - 1998年以来26年ぶり9回目[57]
  - 前回のチャンピオン獲得から26年の間が空いたのは、1983年から1999年のフェラーリ（16年）を上回る史上最長記録[58]

エンジン
- コンストラクターズチャンピオン: メルセデス - 2021年以来3年ぶり11回目[59]

## 最終ランキング
|       | 順位 | ドライバー                 | ポイント |
| ----- | ---- | -------------------------- | -------- |
|       | 1    | マックス・フェルスタッペン | 437      |
|       | 2    | ランド・ノリス             | 374      |
|       | 3    | シャルル・ルクレール       | 356      |
|       | 4    | オスカー・ピアストリ       | 292      |
|       | 5    | カルロス・サインツ         | 290      |
| 出典: |      |                            |          |

|       | 順位 | コンストラクター                        | ポイント |
| ----- | ---- | --------------------------------------- | -------- |
|       | 1    | マクラーレン-メルセデス                 | 666      |
|       | 2    | フェラーリ                              | 652      |
|       | 3    | レッドブル-ホンダ・RBPT                 | 589      |
|       | 4    | メルセデス                              | 468      |
|       | 5    | アストンマーティン・アラムコ-メルセデス | 94       |
| 出典: |      |                                         |          |

- 注：いずれもトップ5まで掲載。